# San Rafael de la Cruz
San Rafael de la Cruz (en catalán y oficialmente, Sant Rafel de sa Creu) es una población española dependiente de San Antonio Abad, en la isla de Ibiza, en la comunidad autónoma de Islas Baleares, España. Cuenta con 2.047 habitantes (INE 2008).

## Historia
Esta tranquila y residencial entidad de población del municipio de San Antonio Abad fue de los primeros asentamientos poblaciones de la isla de Ibiza. Se conoce que antes de Cristo había asentamientos humanos en San Rafael debido a un hacha de bronce encontrada en sa Bassa Roja, una finca de San Rafael.
Su núcleo urbano creció alrededor de la iglesia de San Rafael, situada en la plaza de Joan Mari Cardona. La mandó construir el obispo Manuel Abad y Lasierra, perteneciente a la orden de los Benedictinos, en 1786. Se construyó ubicada en la hacienda de Francesc Planells "Fariseu". La finalización de la construcción fue en 1797, aunque en 1793 se celebró la primera misa, aprovechando que se terminó de cubrir la bóveda del tejado. En 1936, durante la guerra civil española sufrió graves saqueos por parte de las tropas del general Alberto Bayo, donde su archivo y biblioteca fueron quemados, se destruyeron imágenes y el retablo mayor, así como otros graves desperfectos causados por las llamas.

## Fiestas
- Celebra sus fiestas el 24 de octubre.

## Deportes
- El Club de Fútbol San Rafael que milita en Tercera División de España (Grupo XI) es el máximo exponente de la población.

## Ocio y turismo
- En la población se encuentran las conocidas discotecas Amnesia y Privilege.
- San Rafael se trata de una zona de interés artesanal donde se encuentran diferentes talleres de cerámica tradicional típica. Suelen trabajar durante todo el año.